# Gypsy (álbum)
Gypsy é o sexto álbum de estúdio da cantora brasileira Gretchen, lançado em 1988. O disco foi produzido por Moacyr Machado e arranjado  por Eduardo Assad.

## Faixas
| N.º | Título                  | Compositor(es)                   | Duração |  |
| 1.  | "Gypsy (Czardas)"       | Monti                            | 4:30    |  |
| 2.  | "Give It Up In Vain"    | Michael Burton/Sylvia Robinson   | 4:30    |  |
| 3.  | "Shaking My Boy"        | Vieira                           | 4:00    |  |
| 4.  | "Those Were The Days"   | Gene Raskin                      | 4:59    |  |
| 5.  | "Monster Party"         | Vieira                           | 3:00    |  |
| 6.  | "Colombiar"             | Rangel / E. Assad / S. Sarkis    | 2:55    |  |
| 7.  | "No Sigo Contigo Amigo" | A. Galani / Carmona / F. Josetti | 4:30    |  |
| 8.  | "Baralho (Baraja)"      | Grace Barci / Waldir Luz         | 3:50    |  |
| 9.  | "Pillow Talk"           | Michael Burton/Sylvia Robinson   | 5:00    |  |
| 10. | "Diamante Mujer"        | Vieira / Marizeth                | 4:45    |  |